# Anita Baker
Anita Denise Baker, född 26 januari 1958, är en amerikansk sångare och låtskrivare. Baker hjälpte till att popularisera quiet storm-genren under 1980-talet och rönte stora framgångar med debutalbumet The Songstress (1983) och uppföljaren Rapture (1986). Hennes bidrag till populärkulturen har gett henne flera priser och erkännanden, däribland åtta amerikanska Grammy Awards, fyra platina- samt två guldsäljande studioalbum. Bakers altstämma har ett omfång på tre oktaver.

## Diskografi
- The Songstress (1983)
- Rapture (1986)
- Giving You the Best That I Got (1988)
- Compositions (1990)
- Rhythm of Love (1994)
- My Everything (2004)